# Maseru (district)
Maseru is een district in Lesotho. Het heeft een oppervlakte van 4279 km² en een totaal inwonertal van ongeveer 432.000.
Maseru is de hoofdstad van het land en van het district (Engels: camp town; Afrikaans: kampdorp); Semonkong is de andere officiële stad (Engels: gazetted town).
De naam betekent 'Plaats van de Rode Aarde'.
In het westen grenst het district aan Zuid-Afrika met als natuurlijke grens de rivier Caledon.
Maseru grenst aan de volgende andere districten:
- Berea - noorden
- Thaba-Tseka - oosten
- Mohale's Hoek - zuiden
- Mafeteng - zuidwesten

Berea · Butha-Buthe · Leribe · Mafeteng · Maseru · Mohale's Hoek · Mokhotlong · Qacha's Nek · Quthing · Thaba-Tseka